# 만장
만장(輓章/挽章)은 죽은 사람을 슬퍼하고 기리며 적는 글이다. 비단이나 종이에 적어 기처럼 만들어 들고 상여 뒤를 따른다. 죽은 이의 학덕, 선행, 문장, 직위 등에 대한 칭송과 친분 관계나 망자와 있었던 특별한 일을 적는다. 크기는 약 2.4m, 폭은 60cm인 천에 쓴 뒤 깃대에 받치고 장례가 끝나면 이를 태운다.